# Micrurus pachecogili
Micrurus pachecogili este o specie de șerpi din genul Micrurus, familia Elapidae, descrisă de Campbell în anul 2000. Conform Catalogue of Life specia Micrurus pachecogili nu are subspecii cunoscute.